# دسکه، سیالکوت

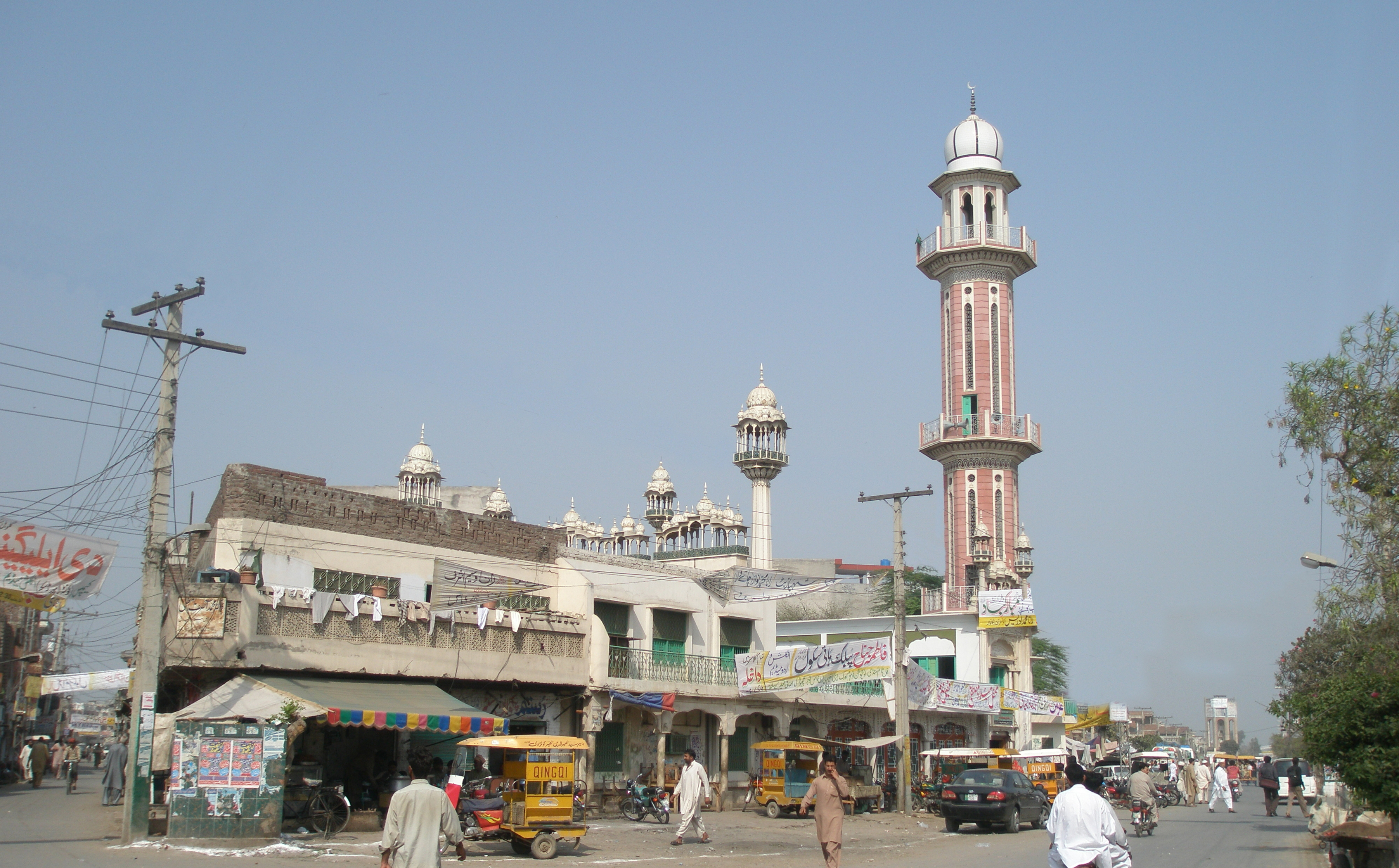
مسجد نور، دسکه، پنجاب، پاکستان

دسکه (به اردو: ڈسکہ) شهری در ایالت پنجاب (پاکستان) کشور پاکستان است که در سرشماری سال ۲۰۰۶ میلادی، ۱۳۰٫۷۹۰ نفر جمعیت داشته است.